# Borgward Isabella
La Borgward Isabella è un'automobile di classe media a due porte prodotta tra il 1954 ed il 1962 dalla casa automobilistica Carl F. W. Borgward GmbH che aveva sede a Brema.

## Contesto
All'inizio il nuovo modello, similmente a quello che l'aveva preceduto, era venduto con il marchio di Hansa 1500 ma all'interno della società era conosciuto con il nome in codice di Isabella e le vetture prodotte dopo il 1957 avevano il nome Isabella inscritto nel fregio romboidale posto sulla calandra. Le vetture prodotte a partire dal 1954 vennero chiamate Isabella per differenziarle dalle prime Hansa 1500/1800 che la ditta aveva prodotto tra il 1949 e il 1954.
Rispetto al modello precedente, e al posizionamento nel mercato che voleva raggiungere, la Isabella era più corta ed aveva un motore con una cilindrata, seppur di poco, inferiore. Alla fine del 1952 la società decise di lanciare il suo modello a sei cilindri, la Hansa 2400, che però ebbe una diffusione limitata e quindi nel 1954 aveva senso mantenere due modelli che però non si facevano concorrenza diretta.

## Le vendite della Isabella
Nel 1954 furono prodotte 11.150 Isabella e queste cifre di vendita fecero subito capire che questo modello sarebbe stato il più grande successo commerciale mai realizzato dalla Borgward. Le prime vetture ottennero una accoglienza entusiastica da parte del mercato ma sfortunatamente incontrarono diversi problemi di messa a punto, dovuti ad uno sviluppo troppo veloce.
Il prezzo di lancio pubblicizzato era di 7.265 marchi e all'epoca era superiore a quello dei modelli concorrenti prodotti dalla Ford e dalla Opel ma inferiore a quello della Mercedes-Benz 180. L'abitacolo spazioso della vettura e le sue rilevanti prestazioni facevano sì che il prezzo di vendita venisse percepito come competitivo. Una prova su strada effettuata durante il lancio del modello fece segnare una velocità massima di 130 km/h (81 mph) con un consumo di 8,4 L/100 km. Tra le caratteristiche apprezzate dal colui che effettuò la prova venivano indicate lo spazio disponibile nell'abitacolo e le relative superfici vetrate nonché l'efficacia dei freni. Un commento favorevole riscosse l'inserimento tra le dotazioni di base di un orologio e di un accendisigari.

## Caratteristiche costruttive
La Isabella era caratterizzata dalla carrozzeria monoscocca, tecnologia che stava divenendo la norma per la produzione delle automobili, del tipo Ponton. Come per il modello precedente la vettura era una berlina tre volumi, rispetto al modello precedente la Isabella aveva delle linee più arrotondate e veniva fatto un uso più esteso di particolari cromati. L'altezza da terra era di 17 cm (6,9 pollici).
Le sospensioni dell'Isabella erano a ruote indipendenti per l'assale posteriore con molle su tutte le ruote. Il motore era un quattro cilindri di 1.493 cc di cilindrata che forniva 45 kW (60 hp) di potenza. La trasmissione era dotata di una innovativa frizione ad azionamento idraulico e di un cambio sincronizzato a quattro rapporti. La leva del cambio era al volante.

## Versioni

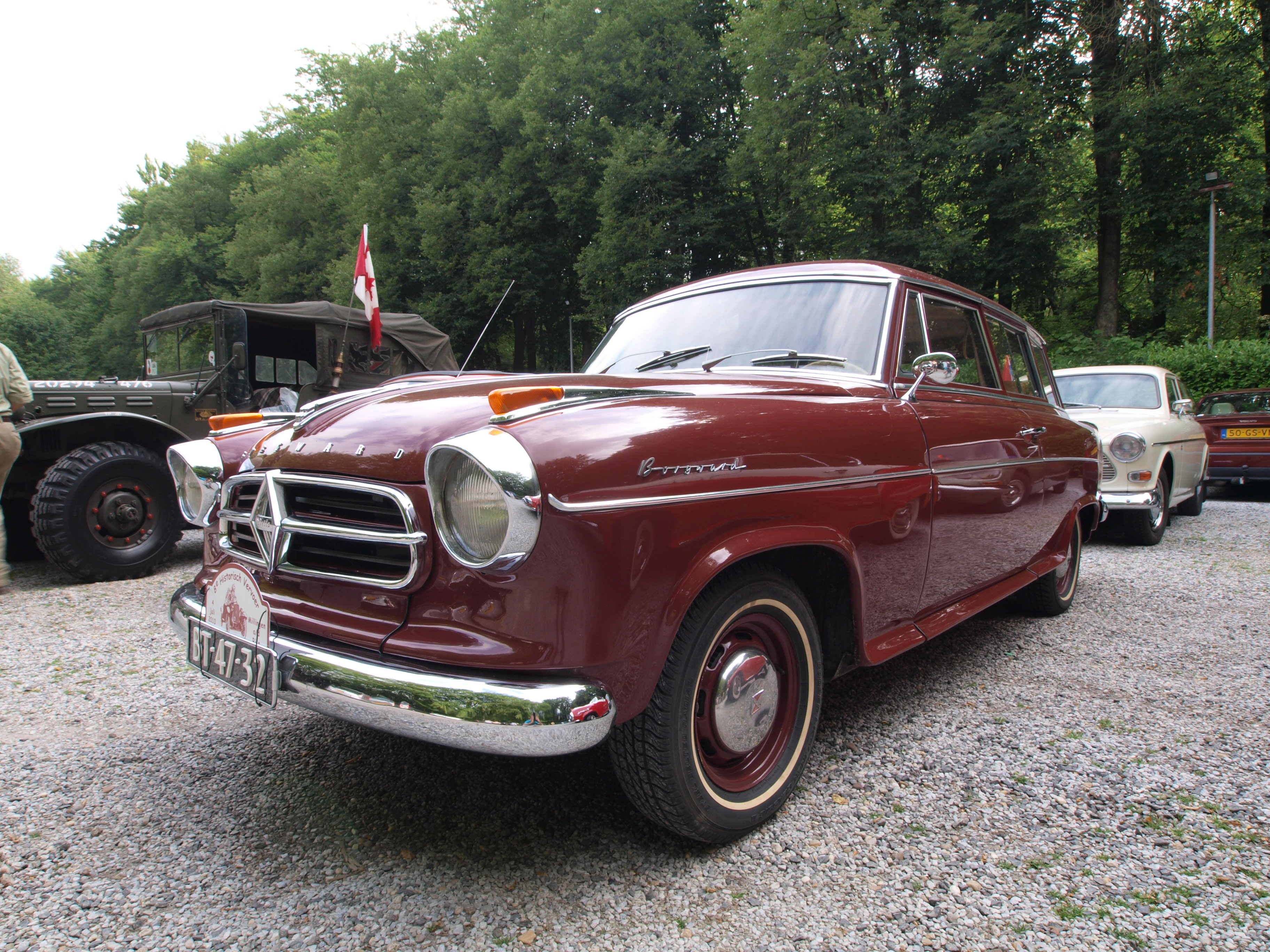
La Borgward Isabella Kombi

Un anno dopo la presentazione della berlina la Borgward presentò la versione familiare.

Nel 1955 venne introdotta la versione cabriolet a due porte conosciuta come Isabella TS. Questo modello era dotato della versione più potente dello stesso motore che erogava 56 kW (75 hp). La produzione della cabriolet avveniva presso la carrozzeria Karl Deutsch di Colonia. Modificare la carrozzeria monoscocca per garantirgli la necessaria rigidità comportava un costo notevole per cui il prezzo di vendita di questo modello era sensibilmente più elevato.

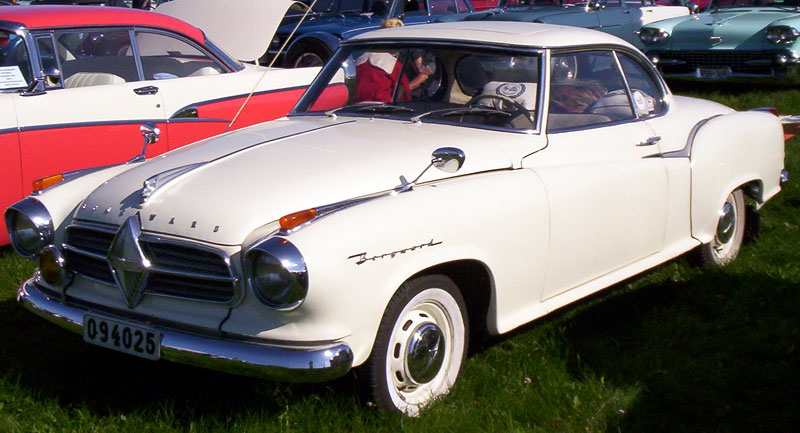
La Borgward Isabella Coupe

Gli iniziali volumi di vendita non vennero mantenuti e le vendite degli anni 1955 e 1956 furono inferiori di un terzo. Per rispondere a questo declino la Carl Borgward decise di produrre un nuovo modello della Isabella con un tetto più corto. La Isabella Coupé venne sviluppata realizzando a mano quattro prototipi che vennero accolti favorevolmente dalla stampa. Borgward consegnò uno dei prototipi a sua moglie Elisabeth che lo guidò fino agli anni 80. La produzione commerciale del coupé, che montava il più potente motore della TS, iniziò nel gennaio del 1957 e sembrò che con questa versione si fosse riusciti a raggiungere l'obiettivo di differenziare l'immagine della Isabella dai modelli concorrenti prodotti dalla Ford e dalla Opel.

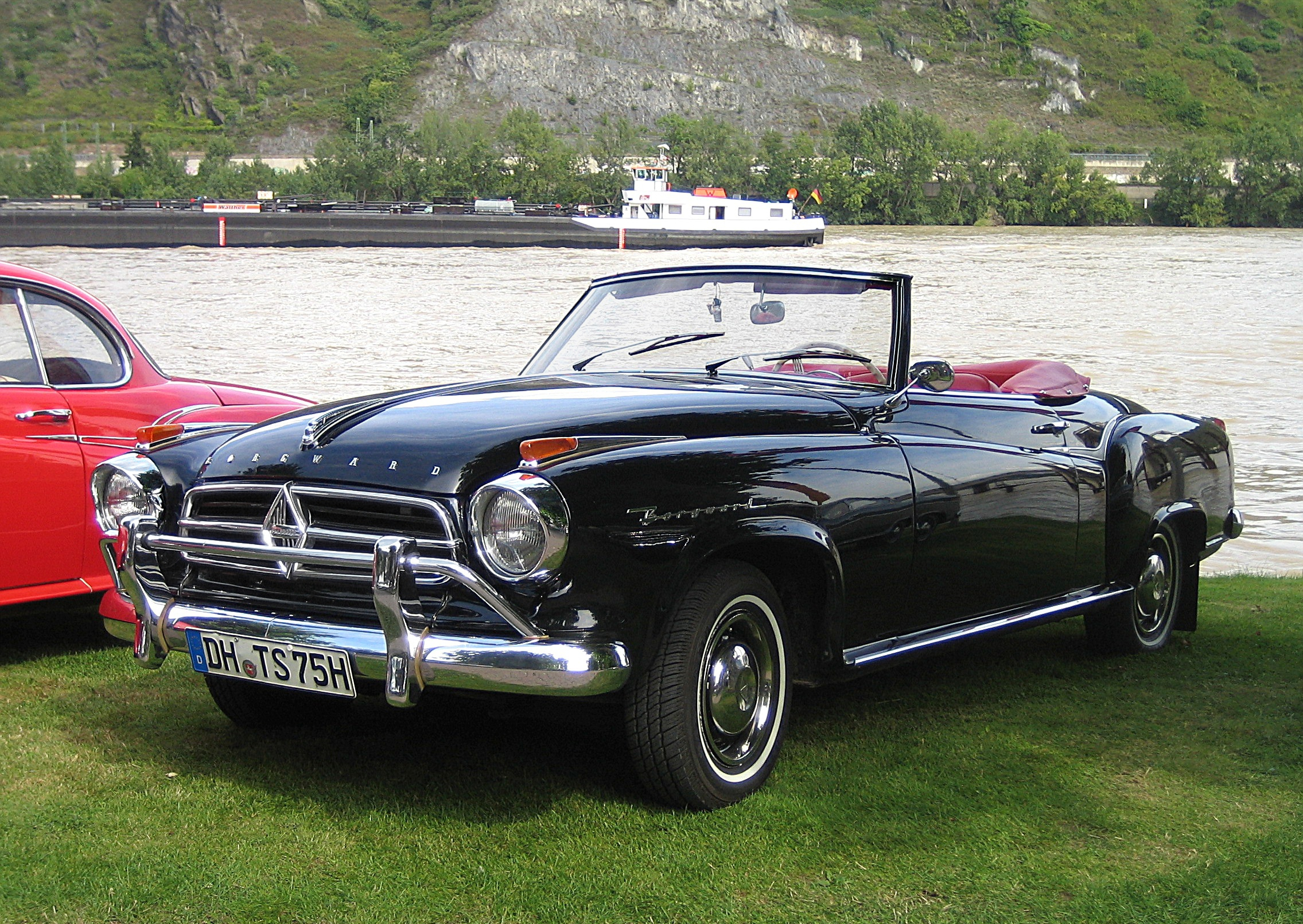
La Borgward Isabella cabriolet

Nel 1958 il più potente motore TS venne montato anche sulle versioni più lussuose della Isabella sia familiare che berlina.
La vettura venne anche esportata in diversi paesi compresa l'Australia e la Malaysia dove furono venduti solo 10 esemplari.

## Fine della produzione
All'epoca della controversa bancarotta della Borgward avvenuta nel 1961, la società disponeva di un ampio stock di Isabella invendute. Nonostante questa situazione la produzione presso gli stabilimenti di Brema continuò fino al 1962 facendo pensare che l'eccesso di magazzino non era limitato solo alle vetture completate. Alla fine sono state 202.862 le Isabella prodotte dalla Borgward, quantità comunque rilevante per gli standard di produzione del periodo. In generale si ritiene che questo modello sia stato quello che ha prodotto il profitto maggiore per la ditta, nonostante la caduta dei prezzi che colpì, per un breve periodo la Germania, durante i primi anni 60.
La Borgward ebbe un breve ritorno in vita con la vendita e la spedizione delle linee di produzione in Messico dove alla fine degli anni 60 venne prodotta nuovamente la P100 ma non la Isabella. La produzione della Isabella riprese in Argentina tra il 1960 e il 1963 con il marchio della Dinborg che era una emanazione locale della Borgward. La produzione totale fu di 999 Isabella prodotte nello stabilimento di Buenos Aires.

## La Isabella nelle competizioni
Negli anni 50 il pilota e preparatore inglese Bill Blydenstein partecipò a diverse gare con la Isabella, ottenendo dei risultati positivi.